# 경신고등학교 농구단
경신고등학교 농구단(儆新高等學校籠球團, Kyungshin High School Basketball Club)은 대한민국 서울특별시에 있었던 농구 선수단이다. 경신고등학교가 운영했던 U-18 농구단이며, 1925년 이전에 창단되었고 1963년 이후에 해단되었다.

## 시즌별 성적
| 시즌 | 대회                         | 참가 | 경기 | 승 | 무 | 패 | 득 | 실 | 차  | 승률  | 순위    |
| ---- | ---------------------------- | ---- | ---- | -- | -- | -- | -- | -- | --- | ----- | ------- |
| 1925 | 전조선농구전 (A팀)           | 13   | 2    | 1  | 0  | 1  | 42 | 40 | +2  | 0.500 | 8강     |
| 1925 | 전조선농구전 (B팀)           | 13   | 1    | 0  | 0  | 1  | 18 | 19 | -1  | 0.000 | 1라운드 |
| 1925 | 전조선중등학교농구대회 (A팀) | 10   | 1    | 0  | 0  | 1  | 9  | 17 | -8  | 0.000 | 8강     |
| 1925 | 전조선중등학교농구대회 (B팀) | 10   | 3    | 2  | 0  | 1  | 74 | 41 | +33 | 0.667 | 준우승  |

## 수상 기록
| 시즌 | 대회                   | 수상   |
| ---- | ---------------------- | ------ |
| 1925 | 전조선중등학교농구대회 | 준우승 |

## 참고 문헌
- “스포츠지원포털 등록 현황”. 대한체육회.
- “대한체육회 국내종합경기대회”. 대한체육회.
- 《대한체육회 50년》. 대한체육회. 1970. 2020년 11월 8일에 원본 문서에서 보존된 문서. 2022년 11월 5일에 확인함.
- 《대한체육회 70년사》. 대한체육회. 1990. 2020년 11월 8일에 원본 문서에서 보존된 문서. 2022년 11월 5일에 확인함.
- 《대한체육회 90년사》. 대한체육회. 2011. 2020년 11월 8일에 원본 문서에서 보존된 문서. 2022년 11월 5일에 확인함.
- 대한체육회 100주년 기념사업부 (2020). 《대한민국 체육 100년》. 대한체육회.

## 같이 보기
- 경신고등학교 (서울)
- 경신고등학교 야구단
- 경신고등학교 축구단
- 경신학교 육상단
- 경신학교 정구단